# Детский университет

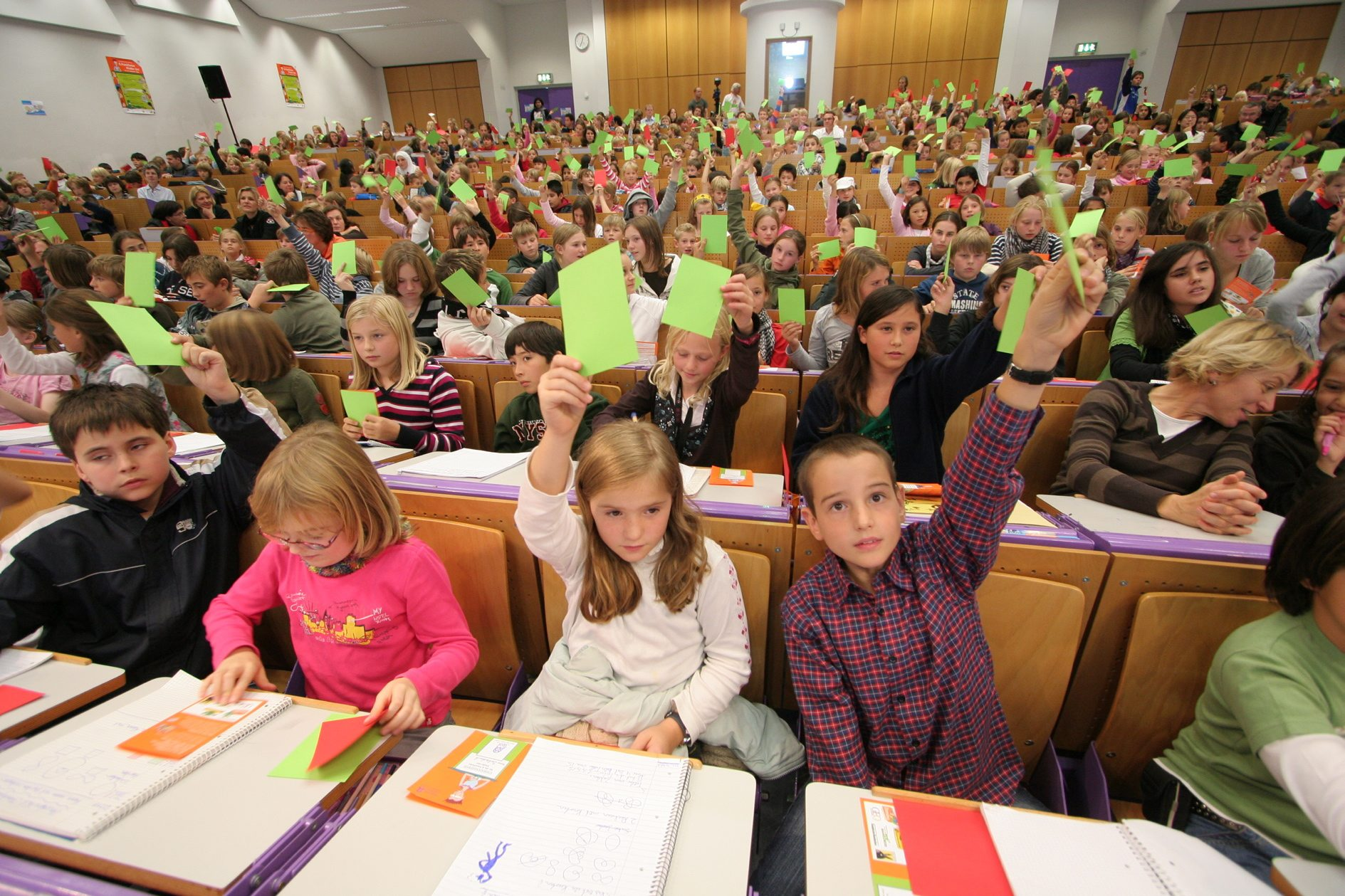
Детский университет во Франкфурте-на-Майне (2009).

Детские университеты (нем. Kinderuniversität) — мероприятия, которые с 2002 года проводятся в более чем 50 университетах и университетах прикладных наук (нем. Fachhochschule) Германии и Австрии с целью в простой и понятной форме познакомить детей с разными научными областями. Основная задача — увлечь детей наукой, а также пробудить в самих университетах более глубокое понимание процесса передачи знаний. В то же время такие мероприятия служат рекламой для немецких вузов, поскольку развивают в детях интерес к научному мышлению и таким образом «выращивают» будущих студентов.

## Развитие идеи
Все началось с того, что в 2002 году ежедневная газета Schwäbische Tagblatt из Тюбингена и Тюбингенский Университет Эберхарда и Карла организовали в своем городе первый детский университет. Благодаря статье в еженедельнике «Die Zeit» об этой идее узнали по всей Германии..
За пределами Германии первопроходцем стал университет Инсбрука. В сентябре 2001 года по случаю 10-летнего юбилея обнаружения в тирольских Альпах древнейшей мумии человека Этци в университете устроили крупное мероприятие специально для детей и подростков, которое затем переросло в инициативу под названием Junge Universität.
Ещё раньше — с 1992 по 1996 годы — в университете города Мюнстер раз в семестр проходили отдельные «Лекции для детей». Самый большой и многочисленный детский университет находится в Вене. Он был основан в 2003 году. В общей сложности участие в образовательных программах там принимают более 3500 детей, а занятия (свыше 380) проводятся в течение двух летних недель.
Идею детского университета уже подхватили свыше 100 вузов как в Германии, Австрии и Швейцарии, так и в Италии, Словакии, Колумбии, Англии и Лихтенштейне. В Германии интерес к этой теме, в том числе и со стороны СМИ, особенно возрос после так называемого «шока от результатов теста PISA » в 2000 году, которые у немецких школьников неожиданным образом оказались очень низкими. После этого сотни профессоров по всей стране стали предлагать лекции для юных студентов. Сегодня свои детские университеты появились также в университетах прикладных наук и консерваториях.
В декабре 2005 года детский университет в Тюбингене получил от Евросоюз а престижную премию Декарта в категории «Научная коммуникация». Кроме того, в сентябре 2009 года инициаторы первого детского университета Ульрих Янссен (Ulrich Janßen) и Урсула Штойернагель (Ursula Steuernagel), редакторы газеты Schwäbische Tagblatt, были удостоены ордена Кавалерского креста «За заслуги перед Федеративной республикой Германия».
Сегодня детские университеты стали важной частью многих вузов и пользуются большой популярностью. Причем они не ограничиваются одними лишь учебными занятиями: так, например, появляются книги-методички по темам лекций, чтобы дети могли их лучше усвоить. Три таких книги уже стали бестселлером и переведены на 13 языков.
В ноябре 2005 года в Ольденбургском университете имени Карла фон Осецкого помимо детского университета был также основан отдел детских исследований, а также там уже три года в рамках ежегодной Педагогической недели работает специальный университет для родителей.
Европейское сообщество детских университетов (European Children’s Universities Network) стремится создать единую сеть существующих детских университетов в Европе и их организаторов. На сайте сообщества http://eucu.net Архивная копия от 26 марта 2022 на Wayback Machine можно найти информацию о 120 детских университетах в Европе, а также другую информацию по этой теме.

## Концепция
Обычно лекции проводятся для аудитории в возрасте от 8 до 12 лет. Сегодня многие детские университеты по примеру Junge Universität Инсбрука также предлагают мероприятия для более младших детей, а также для подростков. С 2007 года в детском университете Граца проводятся мероприятия для подростков от 10 до 18 лет (JuniorUni), а с 2010 года и в Зальцбурге (SchülerUNI) устраивают регулярные мероприятия для тех, кому от 14 до 18 лет.
Чаще всего детские университеты проводят в виде цикла лекций. Отдельные лекции часто «оживляют» театральными сценками и небольшими шоу, наглядными опытами, анкетами или голосованием публики и так далее. Учитывая большой спрос, количество участников свыше тысячи — далеко не редкость. Родителей в зал, как правило, не пускают, но они могут наблюдать за происходящим на расположенных снаружи аудитории экранах.
В детском университете Тюбингена стал родоначальником модели проводить раз в неделю в течение семестра одно учебное занятие для детей. Это помогает детям постоянно поддерживать связь с университетом.
Большинство университетов вручает детям свидетельства об участии, детские дипломы или другие символические сертификаты. В отличие от лекций и массовых занятий для детей Junge Universität Инсбрука уже с 2001 года предлагает по большей части интерактивные семинары для детей и подростков. Вместе с многочисленными кураторами они работают в небольших группах напрямую с учеными. При этом мероприятие не выглядит как монолог одного из докладчиков, а представляет собой самый настоящий взаимный обмен знаниями — то, что в английском языке называется «hands on» или «Learning by doing».
В Австрии программа Junge Universität проводится в Инсбруке, Вене, Штайре, Граце, Зальцбурге, Дорнбирне, Фельдкирхе и Кремсе-ан-дер-Донау. Занятия в детском университете Инсбрука проходят круглый год, а разнообразное расписание составлено с учётом всех возрастных групп. Например, осенние «Дни открытых дверей» для школьников и их семей или программа «Для юных талантов», составленная для особенно увлеченных детей, а также «Детский летний университет», который устраивают в каникулы между семестрами, а также в пасхальные и летние каникулы, или «Youth into Science» — недели научных проектов для тинейджеров старше 15 лет и «Экспресс-университет для детей» — проект, который в 2006 году был проведен вместе с детским университетом Вены.
Мероприятия Junge Universität в Инсбруке ежегодно посещают до 13 тысяч детей и подростков. С момента своего основания университет тесно сотрудничает со школами и внеуниверситетскими учреждениями (например, с городской инициативой Ferienzug, в рамках которой в городе в каникулярное время проводятся мероприятия для детей и подростков, или обществом Sprachinsel), что позволяет принимать участие в программе детям из всех социальных слоев. С 2007 года Форальбергская Государственная консерватория стала первым музыкальным вузом в Австрии, который также проводит детский музыкальный университет.
В Вене занятия в детском университете обычно проходят летом. На протяжении двух недель там проводится свыше 400 лекций, воркшопов и семинаров, что позволяет каждому составить себе расписание по вкусу. А чтобы дети могли в полной мере вкусить студенческой жизни, им не только выдают зачетку и студенческий, но и дают возможность обедать в университетской столовой, ходить в библиотеку, писать заметки для университетской газеты, снимать репортажи для университетского телевидения и, конечно, знакомиться с другими «студентами». Ведут занятия — на волонтерской основе — ученые из различных университетов Вены, а иногда для этих целей приглашают и лекторов из других стран. Кроме того, там устраивают и совместные занятия с профильными вузами — например, лекции по искусству с Венским Университетом прикладных искусств, по медицине с Венским медицинским университетом в 2005 году, по техническим наукам с Венским техническим университетом в 2007 году или почвоведению с Венским Университетом агрикультуры.
Для выпускников детского университета Вены устраивают торжественную церемонию вручения дипломов в Большом зале университета. Для бывших учеников, которые уже вышли из «студенческого» возраста, действует первый в мире клуб выпускников детских университетов, где они могут принять участие в различных исследовательских программах. Всего в детском университете Вены свыше 26 000 мест, а в семестр проводится более 400 мероприятий.
В Штайре и Кремсе-ан-дер-Донау лекции проходят в летние каникулы, в Граце — в летние и зимние. Поучиться в детском университете Кремса могут только дети от 11 до 14 лет, а темы лекций выбирают в соответствии с предметами, которые изучают в местном Университете прикладных наук — биотехнологии, юриспруденция, менеджмент, информационные технологии и так далее.
В Граце среди почетных профессоров детского университета — известный австрийский детский писатель Томас Брецина. Поучиться в Граце могут дети и подростки от 8 до 19 лет, а занятия там идут круглый год.
Названия лекций зачастую напоминают детские вопросы и выглядят примерно так:
- Почему одни люди бедные, а другие богатые?
- Зачем астронавтам скафандры?
- Можем ли мы предсказывать будущее?
- Как древние греки научились писать (и что им это дало)?
- Есть ли душа у деревьев?
- Правда ли, что от картофеля фри толстеют, а от макарон становятся счастливыми?
- Почему человек умнее роботов?
- Почему игры — это важно?
- Почему весь мир сходит с ума по Гарри Поттеру, или чем отличается хороший рассказ от плохого?
- Почему тесто для пирога поднимается, а лимонад — пенится?
- Почему павлин так роскошно выглядит?
- Почему я — это я?